# Las Pilas, Durango
Las Pilas är en ort i Mexiko.   Den ligger i kommunen Mezquital och delstaten Durango, i den centrala delen av landet, 600 km nordväst om huvudstaden Mexico City. Las Pilas ligger 584 meter över havet och antalet invånare är 107.
Terrängen runt Las Pilas är huvudsakligen kuperad. Las Pilas ligger nere i en dal. Runt Las Pilas är det mycket glesbefolkat, med 5 invånare per kvadratkilometer. Närmaste större samhälle är Bancos de Calitique, 10,8 km nordost om Las Pilas. I omgivningarna runt Las Pilas växer huvudsakligen savannskog.